# Carl Lindhagen

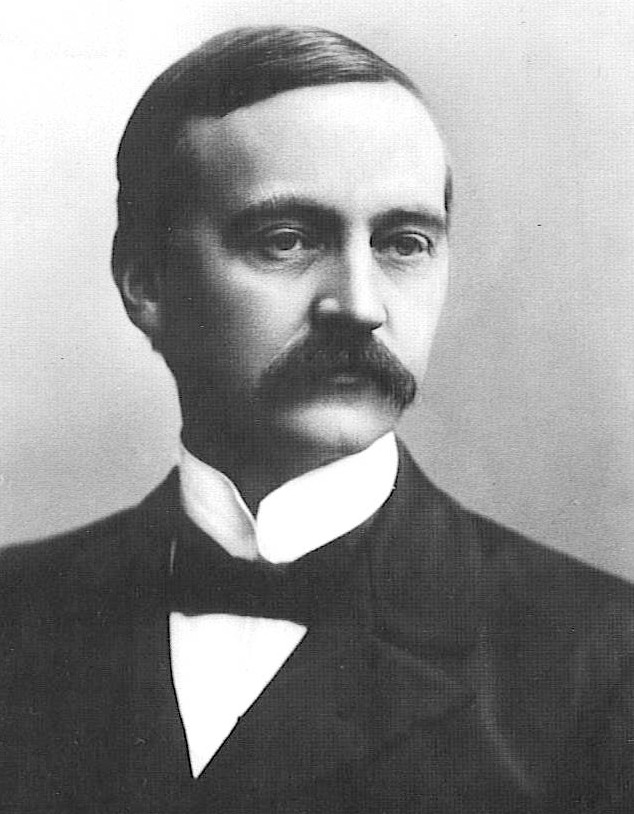
Carl Lindhagen

Carl Albert Lindhagen (Stockholm, 17 december 1860 – 11 maart 1946) was een Zweeds advocaat, socialistisch politicus en pacifist.

## Biografie
Lindhagen werd geboren in Stockholm, en studeerde rechtsgeleerdheid in Uppsala. In 1883 trouwde Lindhagen voor de eerste keer. Zijn vrouw stierf in 1902 na lange tijd ziek te zijn geweest. In 1904 trouwde hij opnieuw, ditmaal met Jenny Lindhagen. Met haar kreeg hij twee kinderen.
Als advocaat was Lindhagen een van de adviseurs voor de uitvoer van het testament van Alfred Nobel. Hij was secretaris van het Nobelprijscomité in 1899. In dat jaar werd hij ook voorgedragen als genomineerde voor de Nobelprijs voor de Vrede vanwege zijn antimilitaristische houding.
Lindhagen vocht voor democratie, vrouwenrechten en betere omstandigheden voor de arbeidersklasse en boeren. Hij was ook een advocaat voor betere leefomstandigheden van de Samen, de inheemse bevolking van Noord-Scandinavië.

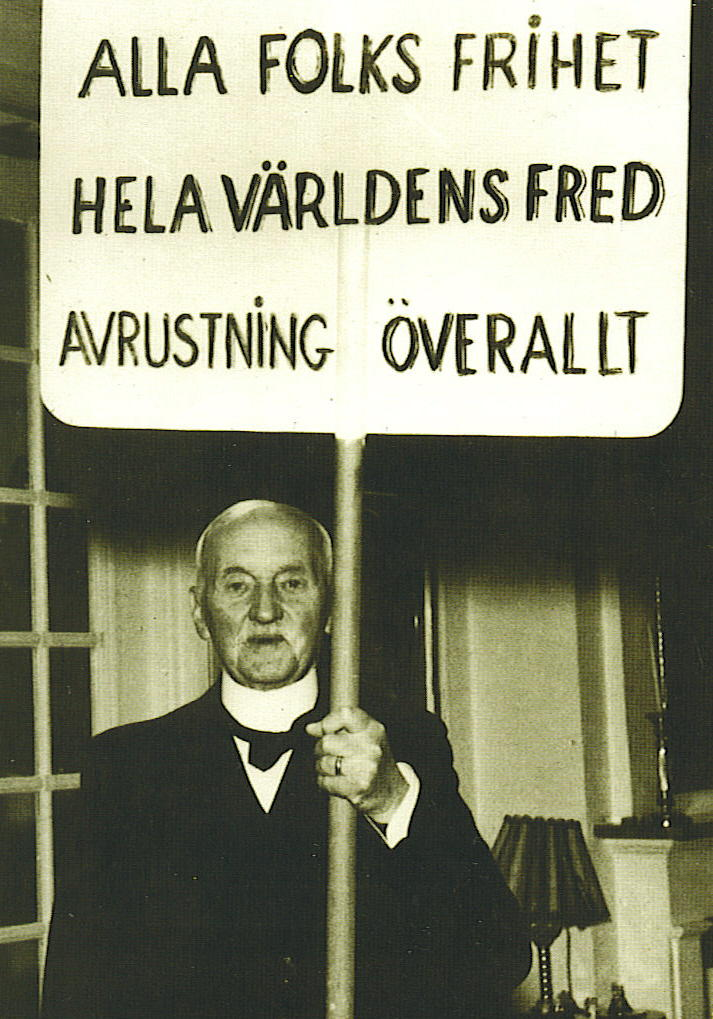
Carl Lindhagen met zijn May Day-bord. De tekst betekent vertaald: Vrijheid voor alle mensen – wereldvrede – algehele ontwapening.

Lindhagen was van 1903 tot 1930 de burgemeester (Borgmästare) van Stockholm. Zijn baan was echter een niet verkozen regerings- en gerechtelijke taak onder de Zweedse Overheid, en niet de gemeenschap van Stockholm.

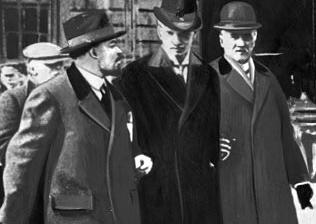
Lenin, Ture Nerman en Carl Lindhagen in Stockholm, april 1917.

In 1909 begon Lindhagens politieke carrière als lid van de Sociaaldemocraten van Zweden. Al snel sloot hij zich binnen de partij aan bij de linkse oppositie tegen partijleider Hjalmar Branting. De linkse oppositie werd geleid door de jonge communist Zeth Höglund. In 1917 brak de groep los van de hoofdpartij en vormde de Linkse Partij van Zweden. Als burgemeester van Stockholm was Lindhagen samen met Ture Nerman en Fredrik Ström lid van een kleine delegatie die Lenin begroette tijdens diens korte bezoek aan Stockholm in april 1917.
Lindhagen steunde net als de rest van zijn partij Lenin en de Bolsjewieken tijdens de revolutie in Rusland, maar als pacifist was hij ook tegen enkele aspecten van het communisme. In 1921 stemde hij tegen de aanname van de 21 voorwaarden van de Comintern. Als gevolg daarvan werd hij uit de Linkse Partij gezet. Hij en enkele andere voormalige leden richtten hierna een eigen partij op, die in 1923 fuseerde met de Sociaaldemocraten van Zweden.

## Esperanto
Lindhagen was een groot voorstander van de internationale kunsttaal Esperanto. Sinds 1911 wees hij het Zweedse Parlement vrijwel jaarlijks op het idee voor een internationale taal. In 1928 stelde hij Esperanto voor. Als gevolg daarvan stelde in 1929, 1930 en 1931 het Zweedse parlement een bedrag van 2900 kronen beschikbaar voor cursussen Esperanto. Lindhagen hielp ook mee met de presentatie van Esperantocursus van Andreo Cseh.
In 1927 gaf Lindhagen een openingsspeech op het Esperanto-Wereldcongres in Gdańsk. Tevens sprak hij tijdens een internationale sessie op het congres van 1934.